# Carlos Solla Varela
Carlos Solla Varela, también conocido como Calros Solla, (n. Pontevedra; 2 de abril de 1971) es un filólogo, escritor y etnógrafo gallego.

## Trayectoria
Carlos Solla es profesor de historia, lengua castellana y lengua gallega. Director de Actividades de Tiempo Libre. Fue miembro de la Asociación Cultural e Ecoloxista Verbo Xido da Terra de Montes y del Grupo de Estudos Etnográficos Serpe Bichoca. Es miembro fundador del Instituto Gallego de Estudios Célticos (IGEC) y del colectivo Capitán Gosende. Miembro de la sección de Literatura de Tradición Oral de AELG (Asociación de Escritores en Lingua Galega). 
Parte de su obra poética está publicada en revistas como Verbo Xido, Madrygal, Dorna, Arraianos... Participó en el X y en el XXIV Festival da Poesía no Condado (años 1990 y 2010). 
En 2010 ganó el Premio Johán Carballeira con el poemario MazinGZ. En 2011 ganó el Premio de poesía Victoriano Taibo con Holocausto zacoe. “Por su trabajo incansable de promoción y puesta en valor de la lengua y de la cultura gallega y especialmente del patrimonio natural e inmaterial del Concello de Pontevedra”, se le concedió el Premio Cidade de Pontevedra 2015. 
Desde la década de los noventa, centra su actividad cultural en la investigación y valorización del patrimonio material e inmaterial de la Terra de Cerdedo (colección de ensayos Cerdedo in the Voyager) y, en concreto, en el estudio y promoción del monte do Seixo (Proxecto Montaña Máxica). En 2009, escribió y codirigió el documental Monte do Seixo. A Montaña Máxica, basado en sus investigaciones sobre la etnografía y la mitología de este territorio. Por estos trabajos fue distinguido con el Diploma de Honra por la asociación Amigos da Cultura Celta (Narón, 2011). En 2017, recibió de A.C.C. el "Premio a la gestión y conservación del patrimonio cultural". También en 2017, recibió de la Confederación Galega de Asociacións Veciñais el Premio Cogave. 
Como investigador de campo, ha descubierto un centenar de grabados rupestres en la comarca pontevedresa de Terra de Montes. En 2002 dio a conocer la hoy célebre Portalén (roca que la tradición identifica como la entrada al Más Allá), situada en el monte do Seixo (Pontevedra). Es artífice de los itinerarios culturales Roteiro Sarmiento (Cerdedo), de 2002, Roteiro da Montaña Máxica (monte do Seixo), de 2005 (más de 5.000 visitantes guiados), Roteiro da Pantalla (Cerdedo), de 2011, y Roteiro polo Pedre milenario (Pedre-Cerdedo), de 2013. 
En 2012-13, comisarió, en el Museo Etnográfico Liste (Vigo), la exposición De rezos a conxuros (colección particular de amuletos, talismanes y otros objetos de poder de la cultura tradicional) que fue visitada por cerca de diez mil personas. 
En 2016, promovió la creación del "Campo das Laudas" (Meilide-Cerdedo), monumento en memoria de las víctimas de la represión franquista en Cerdedo. En 2023 fue galardonado con el Premio Galiza Mártir, otorgado por la Fundación Alexandre Bóveda.
Desde 2017, el colectivo Capitán Gosende concede su "Salvoconduto de Honra" a personalidades que, en Galicia, se hayan significado en el estudio, la defensa y valorización de la lengua y la cultura gallegas. Han sido agasajados con dicha distinción: la poeta Luz Fandiño (2017), el músico y escritor Baldomero Iglesias "Mero" (2023) y el escritor David Otero (2023). 
Es colaborador habitual del periódico Faro de Vigo y de las webs Tabeirós-Montes, Historia de Galicia y Galicia Encantada.

## Poesía
- Xábregho, 1999, Río Xuvia.
- Mel de arañas, 2000, Edicións Cardeñoso.
- Terras raras, 2001, Arte Tripharia, Madrid.
- Ras e tritongos, 2003, Edicións Cardeñoso, antología poética que incluye las tres obras anteriores.
- Cerdedo in the Voyager I, 2004, Edicións Cardeñoso. Poesía visual. 2ª edición en Morgante, en 2010.
- Libro de reclamacións, 2005. Poesía visual.
- Pan prós crocodilos, 2010, Barbantesa.
- MazinGZ, 2011, Espiral Maior.
- Holocausto zacoe, 2011, Nova Galicia Edicións.
- No coi da lúa. Poesía reunida (1990-2020), 2024, Morgante.
- herba de vigo, 2025, Morgante.

## Ensayo/Crónica/Divulgación
- Cerdedo. Materiais para o estudo da freguesía de San Xoán de Cerdedo. Inventario xeral, 2002, Edicións Cardeñoso.
- Cerdedo na obra do Padre Sarmento, 2002, Verbo Xido. 2ª edición en Morgante, 2009.
- Almanaque de encantos. Mitoloxía da Terra de Cerdedo, 2005, Edicións Cardeñoso. 2ª edición en Morgante, 2010.
- Monte do Seixo. Reivindicación da Montaña Máxica, 2007, Edicións Cardeñoso. 2ª edición en Morgante, 2011.
- Monte do Seixo. O santuario perdido dos celtas, 2008, Serpe Bichoca. 2ª edición en Morgante, 2021. Obra editada en castellano en 2024. 3ª edición en Morgante, 2025.
- Andar primeiro de río. Inmateriais do río dos Gafos, 2009, Concello de Pontevedra.
- Carta arqueolóxica do Concello de Cerdedo, 2009, Morgante.
- O vervo xido. A fala secreta dos canteiros de Cerdedo, 2011, Morgante. 2ª edición.
- O ano que chimpamos o cacique. Crónica do agrarismo en Cerdedo (1916-1923), 2011, Morgante.
- O código da vincha. Retrincos da intrahistoria de Cerdedo, 2012, Morgante.
- O crime de Pardesoa, 2013, Morgante. 3ª edición. Obra editada en castellano en 2024.
- As pedras da tribo. Retrincos da intrahistoria de Cerdedo II, 2014, Morgante.
- O río da memoria. Cartafol do río dos Gafos (1745-1970), 2014, Vaipolorío-Morgante. 3ª edición.
- Amuletos, talismáns e pedras da fartura: Obxectos de poder da Galiza tradicional, 2014, Museo Etnográfico Liste.
- A conxura dos Gosende. Retrincos da intrahistoria de Cerdedo III, 2015, Morgante.
- Así aprenderán a non ter ideas. Agrarismo, caciquismo e República en Cerdedo, 2016, Morgante.
- Ao saimento de nós. Retrincos da intrahistoria de Cerdedo IV, 2017, Morgante.
- O legado dos homes pequenos. Gravados rupestres de Cerdedo, 2017, Morgante. 2ª edición. Obra editada en castellano en 2024.
- A vaga dos pratiños voantes. O fenómeno ovni na prensa galega (1947-1950), 2020, Morgante. Obra editada en castellano en 2024.
- O Embigo do Becho. Retrincos da intrahistoria de Cerdedo V, 2021, Morgante.
- Crónica da Galiza bizarra, 2021, Morgante. Obra editada en castellano en 2024.
- O pote do ouro. Novas de tesouros na Galiza, 2022, Morgante. Obra editada en castellano en 2024.
- O Campo das Laudas. Alcouve da Memoria en Cerdedo, 2022, Morgante.
- Auga mol en pedra dura. Inmobiliario etnográfico do río dos Gafos, 2023, Vaipolorío-Morgante.
- É ruín porque o fan. Retrincos da intrahistoria de Cerdedo VI, 2024, Morgante.

## Narrativa
- O demo asubiador. A maxia rebuldeira do Aninovo, 2014, Vaipolorío-Concello de Pontevedra.
- A gran mortaldade, 2019, Morgante. Obra editada en castellano en 2024.
- Os espellos do pasado. A lenda dourada do Gafos, 2019, Vaipolorío-Morgante.
- Soidades do alfabeto. Criptoetnografía, 2024, Morgante.

## Retrónicas, aforismos
- reGaliza e outras chuches, 2008, Edicións Cardeñoso. 2ª edición en Barbantesa, 2013.
- O orgullo do gurgullo, 2012, Morgante.

## Ediciones
- Cantares de Manuela de Barro. Achegas ao cantigueiro de Cerdedo, 2008. 2ª edición en Morgante, 2009. 3ª edición rev. y ampl. en 2012.
- Obra reunida, de Santiago Gómez Tato, 2021, Morgante.
- O mestre de Quiroza, de Xosé Varela Buela, 2021, Morgante.
- Saberes de María da Vrea. Tradición oral da freguesía de Folgoso (Cerdedo), 2025. Morgante.

## Documentales
- Monte do Seixo. A Montaña Máxica (guion y codirección), 2009, Serpe Bichoca.

## Obras colectivas
- X Festival de Poesía no Condado, 1990, S. C. D. Condado.
- Muller de doce sal. Homenaxe a Inés Canosa, 2000, VTP Editorial.
- Das sonorosas cordas. 15 poetas desde Galicia, 2005, Eneida.
- Poesía contemporánea: Tabeirós-Terra de Montes, 2005, Fervenza.
- Bernardino Graña. Homenaxe no 75 aniversario, 2007, Xerais.
- Pontevedra literaria, 2007, Concello de Pontevedra.
- Polifonías II. Voces poéticas contra a violencia de xénero, 2007, Espiral Maior.
- Polos camiños de Cangas. 25 anos do certame de poesía María Soliño, 2010, Morgante.
- XXIV Festival da Poesía no Condado, 2010, S. C. D. Condado.
- Dairas, 2011, IES M. García Barros (A Estrada).
- Poema río dos Gafos, 2012, Vaipolorío-Concello de Pontevedra.
- Pedigree, 2013, IES M. García Barros (A Estrada).
- O demo asubiador, 2014, Vaipolorío-Concello de Pontevedra.
- 150 Cantares para Rosalía de Castro, 2015, libro electrónico.
- Pontevedra. Laranxeiras e limoeiros, 2015, Concello de Pontevedra/Galaxia.
- Amuletos e reliquias. Usos e crenzas. Actas da VII Xornada de Literatura de Tradición Oral, 2015, AELG.
- De Compostela ao Pico Sacro. Alba de Gloria 2011-2021, 2022, O Galo-Vagalumes, Compostela.
- Alguén que respira! Ecopoesía contra o cambio climático, VI Festival de Poesía para Corpo Principal, 2023, Concello de Compostela.

## Premios
- Premio de Poesía da Facultade de Filoloxía da Universidade de Vigo, 1992.
- Premio Johán Carballeira en 2010, por MazinGZ.
- Premio Victoriano Taibo-Entidade Local de Morgadáns en 2011, por Holocausto zacoe.
- Diploma de Honra de la asociación Amigos da Cultura Celta (Narón, 2011).
- Premio Cidade de Pontevedra 2015.
- Premio a la gestión y conservación del patrimonio cultural (Amigos da Cultura Celta), 2017.
- Diploma de Agradecimiento de los Amigos da Cultura Celta, 2017 (por sus trabajos de investigación sobre el monte do Seixo, Pontevedra).
- Premio Cogave (Confederación Galega de Asociacións Veciñais "Rosalía de Castro"), 2017.
- Diploma de Reconocimiento de la Asociación Pola Defensa da Ría de Pontevedra (APDR), 2018.
- Premio Galiza Mártir (Fundación Alexandre Bóveda), 2023.